# Daniel González (asesino en serie)
Daniel González (21 de junio de 1980 - 9 de agosto de 2007), también conocido como Freddy Krueger Killer y Mummy's Boy Killer,  fue un asesino británico que asesinó a cuatro personas e hirió a otras dos durante dos días en Londres y Sussex en septiembre de 2004.
Para cometer sus asesinatos se inspiró en películas de terror como A Nightmare on Elm Street y Viernes 13.
Fue encarcelado de por vida en 2006 y murió por suicidio en el hospital Broadmoor (un hospital psiquiátrico de alta seguridad) al año siguiente.

## Biografía

### Primeros años
Era hijo de madre inglesa y padre español, se educó en Gordons School (una escuela privada en West End, Woking en el condado de Surrey). Sus padres se separaron en 1986 cuando él tenía seis años. González dejó la escuela con ocho años en GCSE y era conocido por ser un buen actor, un campeón de ajedrez, pero también un "chico oscuro y problemático". Desde los 17 años recibió atención por sus problemas psicológicos y fue atendido por equipos especializados en salud mental. A la edad de 24 años, estaba desempleado y consumía drogas. Pasó todo su tiempo jugando juegos de computadora y viendo películas de terror.

### Víctimas
El 15 de septiembre de 2004, González le dijo a un ciudadano de 61 años de nombre a Peter King que paseaba a su perro con su esposa en Hilsea, Portsmouth, que lo iba a matar. Pero fue rechazado y huyó a Hove, donde apuñaló a Marie Harding de 76 años, mientras llevaba una máscara de hockey, similar a la del personaje Jason Voorhees de la película Viernes 13. Cuando se tomó la máscara como prueba, tenía el ADN de Harding.  Después de matar a Harding, regresó a su casa en Woking. Concluyó que la razón por la que no pudo matar a King fue porque su cuchillo era demasiado pequeño.
Dos días después, el 17 de septiembre de 2004, viajó al Tottenham para cometer otro crimen. A las 5:30 a. m. dejó por muerto al ciudadano Kevin Molloy de 46 años, luego de apuñalarlo en la cara, el cuello y el torso con un par de cuchillos grandes que había robado de una tienda departamental. A las 7:00 a. m. hizo una entrada forzada a la casa de Koumis Constantino ubicada en Hornsey, pero fue rechazado después de apuñalarle el brazo. A las 8:00 a. m. estaba en Highgate, donde trató de obtener acceso a las casas al azar, allí asesinó a una pareja de ancianos (Derek y Jean Robinson) una experiencia que según él, fue orgásmica.

### Arresto y juicio
González fue detenido a las 12:00 horas del 17 de septiembre de 2004 en la estación de metro de Tottenham Court Road después de que un decorador que lo había visto correr desnudo y cubierto de sangre desde la casa de los Robinson, lo denunciara a la policía. Mientras esperaba el juicio en el Hospital Broadmoor en Berkshire, González trató de morderse a sí mismo hasta morir y fue tan violento que fue acompañado a todas partes por oficiales con equipo antidisturbios.
En el juicio intentó alegar que no era culpable por demencia, aunque esto fue rechazado. Fue condenado a seis cadenas perpetuas y el juez de primera instancia recomendó que nunca fuera puesto en libertad.

### Muerte
Después de su arresto, intentó suicidarse mordiéndose una arteria del brazo. "Nunca he visto a nadie morderse con esa ferocidad", dijo el médico inspector. Sobrevivió, pero se suicidó en su habitación del Hospital Broadmoor, el 9 de agosto de 2007, cortándose con los bordes con una caja de CD rota.